# Ярымбаш, Евгений Александрович
Евгений Александрович Ярымбаш — украинский спортсмен, неоднократный победитель международных соревнований по пауэрлифтингу. Неоднократно принимал участие в международном турнире по пауэрлифтингу Супер Кубок Титанов (2010, 2011, 2012, 2013, 2014, 2015, 2016), где основное противостояние за первое место складывалось с другим постоянным участником турнира Андреем Маланичевым.

## Биография
Родился Евгений в поселке городского типа Мангуш Першотравневого района Донецкой области 9 апреля 1983 года.
В 2000 году Ярымбаш с золотой медалью окончил Мангушскую среднюю общеобразовательную школу № 1, после чего поступил в Бердянский государственный педагогический университет на факультет «Основы информатики и экономики». В 2006 году он окончил университет со степенью магистра.
Пауэрлифтинг привлек Евгения ещё в школе. Первым соревнованием, на котором участвовал Ярымбаш, был Чемпионат Украины по пауэрлифтингу среди юношей и девушек, проходивший в городе Армянск в Крыму с 26 по 29 октября 1999 года.
В 2000 году Евгений выполнил норматив мастера спорта Украины по пауэрлифтингу. В 2001 году в Сочи на чемпионате мира IPF по пауэрлифтингу среди юношей он выполнил норматив мастера спорта Украины международного класса. В 2002—2005 годах Ярымбаш неоднократно побеждал в соревнованиях, завоёвывая звание Чемпиона Европы.
С 2004 года Евгений Ярымбаш является членом национальной сборной Украины по пауэрлифтингу.
В 2006 году началась профессиональная карьера Евгения. Почти сразу он выигрывает чемпионат мира в Нью-Йорке, после чего по приглашению Арнольда Шварценеггера выступает на Арнольд Классик, где становится победителем и устанавливает два мировых рекорда.
22 мая 2011 года выступил на Супер Кубке Титанов в Санкт-Петербурге и собрав сумму 1195 кг, и обойдя Андрея Маланичева, занял первое место.
За свою спортивную карьеру установил 158 рекордов Мира, Европы, Украины по разным федерациям.
На данный момент проживает в Донецке. Работает и тренируется в СК «Sport-Max».

## Спортивная карьера
- 1999 год — 2 место (660 кг в в/к до 100кг) на Чемпионате Украины по пауэрлифтингу среди юношей и девушек в городе Армянск, проходившем с 26 по 29 октября.
- 2000 год — 3 место (782,5 кг в в/к до 100кг) на Чемпионате Украины по пауэрлифтингу среди юниоров в городе Немиров, проходившем с 6 по 8 апреля.
- 2000 год — 1 место (760 кг в в/к +100кг) на Чемпионате Украины по пауэрлифтингу среди юношей и девушек в городе Нетешин, проходившем с 27 по 29 октября.
- 2001 год — 2 место (830 кг в в/к до 110кг) на Чемпионате Украины по пауэрлифтингу среди юниоров в городе Коломыя, проходившем с 1 по 6 марта.
- 2001 год — 1 место (867,5 в в/к до 110кг) на Чемпионате мира IPF по пауэрлифтингу среди юношей и девушек в городе Сочи, проходившем 28 сентября.
- 2001 год — 1 место (810 кг в к/к до 100кг) на Чемпионате Украины по пауэрлифтингу среди юношей и девушек в Полтаве, проходившем с 10 по 12 октября.
- 2002 год — 2 место (882,5 кг в в/к до 110кг) на Чемпионате Украины по пауэрлифтингу в городе Одесса, проходившем с 27 февраля по 3 марта.
- 2002 год — 1 место (907,5 кг в в/к до 125кг) на Чемпионате Европы EPF по пауэрлифтингу среди юниоров в Венгрии в городе Balatonlelle, проходившем с 19 по 23 июня.
- 2002 год — 2 место (917,5 кг в в/к до 125кг) на Чемпионате мира IPF по пауэрлифтингу среди юниоров в России в городе Сочи, проходившем с 10 по 15 сентября.
- 2002 год — 2 место (902,5 кг в в/к до 125кг) на Чемпионате Украины по пауэрлифтингу среди юниоров в городе Коломыя, проходившем с 16 по 18 сентября.
- 2003 год — 1 место (952,5 кг в в/к до 125кг) на Чемпионате Украины по пауэрлифтингу среди юниоров в Макеевке, проходившем с 26 февраля по 2 марта.
- 2003 год — 1 место (960 кг в в/к до 125кг) на Чемпионате Европы EPF по пауэрлифтингу среди юниоров в Чехии в городе Нимбурк, проходившем с 12 по 15 июня.
- 2003 год — 2 место (975 кг в в/к до 125кг) на Чемпионате мира IPF по пауэрлифтингу среди юниоров в Польше в городе Косьцян, проходившем с 9 по 14 сентября.
- 2004 год — 2 место (1000 кг в в/к до 125) на Чемпионате Украины по пауэрлифтингу в городе Коломыя, проходившем со 2 по 6 марта.
- 2004 год — 4 место (1002,5 кг в в/к до 125) на Чемпионате Европы EPF по пауэрлифтингу среди мужчин в Чехии в городе Nymburk, проходившем с 13 по 17 мая.
- 2004 год — 2 место (970 кг в в/к до 125кг) на чемпионате Европы EPF по пауэрлифтингу среди юниоров в Болгарии в городе София, проходившем 17-20.
- 2004 год — 3 место (1042,5 кг в в/к до 125кг) на Чемпионате мира IPF по пауэрлифтингу среди мужчин в Южной Африке в городе Кейптаун, проходившем с 9 по 14 ноября.
- 2005 год — 1 место (1052,5 кг в в/к до 125кг) на Чемпионате Украины по пауэрлифтингу среди юниоров в городе Мариуполь, проходившем со 2 по 6 марта.
- 2005 год −1 место (1075 кг в в/к +125кг) на Чемпионатп Европы EPF по пауэрлифтингу среди юниоров в городе Мариуполь, проходившем с 16 по 19 июня.
- 2005 год — 1 место (1092,5 кг в /к до 125кг) на Чемпионате мира IPF по пауэрлифтингу среди мужчин в США в городе Майами, проходившем с 8 по 13 ноября.
- 2006 год — 1 место (1060 кг в в/ +125кг) на Чемпионате Украины по пауэрлифтингу среди юниоров в Полтаве, проходившем 13 апреля.
- 2006 год — 2 место (290 кг в в/к +125кг) на Чемпионате Украины по жиму лежа в Полтаве, проходившем 17 апреля.
- 2006 год — дисквалифицирован на Чемпионате Европы EPF по пауэрлифтингу среди юниоров в Словакии в городе Братислава.
- 2006 год — 1 место (1200 кг в в/к до 125кг) в Полуфинале WPO в США в городе Нью-Йорк, проходившем с1 по 5 ноября.
- 2007 год −1 место (1148 кг в в/к до 125кг) на 1-м чемпионате ВОП в городе Мелитополь, проходившем со 2 по 4 февраля.
- 2007 год — 1 место (1210 кг в в/к до 125кг) на Финале WPO в США в городе Коламбус, проходившем со 2 по 3 марта.
- 2007 год — 1 место (1182,5 кг в в/к до 125кг) в кубке «Звезды пауэрлифтинга» в городе Черкассы, проходившем 16 июня.
- 2007 год — 1 место (340 кг в в/к +100) на жимовом турнире «MAX BENCH PRESS CUP», в городе Донецк, проходившем 10 мая.
- 2008 год — 1 место (1270 кг в в/к до 125кг) на турнире по пауэрлифтингу «Битва Титанов — 2» в поселке Мангуш, проходившем 11 октября.
- 2009 год — 1 место (360 кг в в/к +100) на жимовом турнире «MAX BENCH PRESS CUP», в городе Донецк, проходившем 30 мая.
- 2010 год — 2 место (1150 кг в в/к до 125кг) на Кубке титанов в Санкт-Петербурге, проходившем 23 мая.
- 2010 год — 1 место (340 кг в в/к +100) на жимовом турнире «MAX BENCH PRESS CUP», в городе Донецк, проходившем 23 октября.
- 2010 год — 1 место (1100 кг в в/к до 125кг) на 1-м чемпионате EPA в городе Донецк, проходившем с 26 по 29 мая.
- 2011 год — 1 место (1195 кг в в/к до 125кг) на Супер Кубке Титанов — 2011 в Санкт-Петербурге, проходившем 22 мая.
- 2013 год — 1 место (1200 кг в в/к +125) на Супер Кубке Титанов — 2013 в Санкт-Петербурге, проходившем 26 мая.
- 2016 год — 1 место (1221 кг в в/к +125) на Супер Кубке Титанов — 2016 в Санкт-Петербурге, проходившем 29 мая.